# آیا تاکانو (شناگر)
آیا تاکانو (به انگلیسی: Aya Takano) (زادهٔ ۱۴ مارس ۱۹۹۴) شناگر اهل ژاپن است.